# 南ゆうき
南 ゆうき（みなみ ゆうき、1998年6月7日 - ）は、日本のグラビアアイドル、アイドル。新潟県出身。アイドルとしてはMarkinBlue所属、グループCLIPCLIPのメンバー。
また女子プロレスラーとして、現在はマリーゴールド所属。現在のリングネームは勇気みなみ。

## 所属
- アイスリボン（2023年 - 2024年）
- マリーゴールド（2024年 - ）

## 来歴
学習院大学卒業後、グラビアアイドルの道へ。2019年度ミス湘南フォトジェニック、2021年第4回ミス週刊実話WJガールズグランプリなどを歴任。2021年にはアイドルグループ「CLIPCLIP」に加入。
2023年5月、女子プロレス団体「アイスリボン」を運営するネオプラスとFAITHentertainmentによるプロレス映画制作プロジェクト「THE CHALLENGER－希望のリング－」において、プロレスラーとしてデビューすることを映画出演の条件としたオーディションに参加。8月26日の後楽園ホール大会で他のオーディション合格者とともにデビューする。その後も不定期ながら参戦を続けるが、2024年4月29日に契約満了のためアイスリボンを退団する。
5月1日、CLIPCLIPのメンバーである咲村良子、咲村と同じ事務所の橘渚とともにマリーゴールドの練習生となり、再デビューを目指す。5月20日の後楽園ホールでの旗揚げ戦では試合前に咲村、橘、元スターダム練習生の南小桃と共に練習生として紹介を受ける。7月30日の後楽園ホール大会で、試合後の南小桃に対し、8月19日の後楽園ホール大会での再デビュー戦の相手をするよう直訴した。8月17日、リングネームを勇気 みなみに改名する。8月19日、再デビュー戦で南小桃に勝利。12月31日、昼のアイスリボンで「希望のリング」の6人によるタッグマッチに出場した後、夜のマリーゴールド新宿FACE大会で新人王決定ワンデイトーナメントに出場し、橘渚、山田奈保を連破し新人王になる。

## 得意技
- リストクラッチ式バックドロップ
- ドロップキック